# Valentin Alexandrovitch Riazanovski
Valentin Alexandrovitch Riazanovski (en russe : Валентин Александрович Рязановский, né en 1884 et décédé le 19 février 1968) est un avocat et historien russe. Il s'est notamment intéressé aux lois des peuples mongols.